# خودخواه (فیلم)
خودخواه (به هندی: Khudgarz) فیلمی محصول سال ۱۹۸۷ و به کارگردانی راکیش روشن است. در این فیلم بازیگرانی همچون جیتندرا، شاتورگان سینها، بهانوپریا، آمریتا سینگ، گوویندا، نیلم کوتهاری، قادرخان، کیران کومار، سعید جعفری، ریشی کاپور، سوشما ست ایفای نقش کرده‌اند.